# Iwan Bielakow
Iwan Jakowlewicz Bielakow (ros. Иван Яковлевич Беляков, ur. 21 kwietnia 1922 we wsi Priedteczewo w rejonie izmałkowskim w obwodzie lipieckim, zm. 22 kwietnia 1981 w Słowiańsku) – radziecki lotnik wojskowy, kapitan, Bohater Związku Radzieckiego (1945).

## Życiorys
Urodził się w rodzinie chłopskiej. Od 1928 mieszkał w Drużkiwce, miał średnie wykształcenie. Od 1940 służył w Armii Czerwonej, a od 1944 należał do WKP(b). W 1943 ukończył Woroszyłowgradzką Wojskowo-Lotniczą Szkołę Pilotów, później kursy dowódców kluczy. Od czerwca 1944 uczestniczył w wojnie z Niemcami, jako nawigator (szturman) eskadry 594 pułku lotnictwa szturmowego 332 Dywizji Lotnictwa Szturmowego 4 Armii Powietrznej 2 Frontu Białoruskiego do maja 1945 wykonał 116 lotów bojowych, wykonując naloty na siłę żywą i technikę wroga. Po wojnie nadal służył w lotnictwie. W 1953 został zwolniony do rezerwy w stopniu kapitana. Pracował w fabrykach maszyn w Drużkiwce, m.in. jako kontroler i kierownik zmiany.

## Odznaczenia
- Złota Gwiazda Bohatera Związku Radzieckiego (18 sierpnia 1945)
- Order Lenina
- Order Czerwonego Sztandaru (trzykrotnie)
- Order Wojny Ojczyźnianej I klasy
- Order Sławy III klasy
- Medal 100-lecia urodzin Lenina
- Medal „Za zwycięstwo nad Niemcami w Wielkiej Wojnie Ojczyźnianej 1941–1945”
- Medal „Za zdobycie Królewca”
- Medal „Weteran pracy”
- Medal za Odrę, Nysę, Bałtyk (Polska Ludowa)

I medale jubileuszowe.